# Lauvøyfjorden (Namsos)
 For alternative betydninger, se Lauvøyfjorden. (Se også artikler, som begynder med Lauvøyfjorden)
Lauvøyfjorden er en fjord ved Otterøya i Namsos kommune, Trøndelag fylke i Norge.
 Fjorden går 4 kilometer mod syd til Vindsetmo i bunden af fjorden.
Fjorden starter ved Lyngholmen mellem Årnesgalten i vest og Brennvinholet i øst. Nord for Lyngholmen ligger Lyngholmfjorden, mens Raudsunda går mod nordvest fra Årnesgalten. Midt i fjorden ligger Lauvøya, som fjorden er opkaldt efter. Øen Elvalandet danner den østlige side af fjorden og mellem Elvalandet og Otterøya går Surviksundet mod sydøst.
Flere smågårde ligger langs vest og sydsiden af fjorden, blandt andet Ølenvika, Fossland og Fosslandosen. 
Fylkesvej 465 går langs vestsiden af fjorden og i sydenden går Fylkesvej  467.